# Norrboda gammelstad

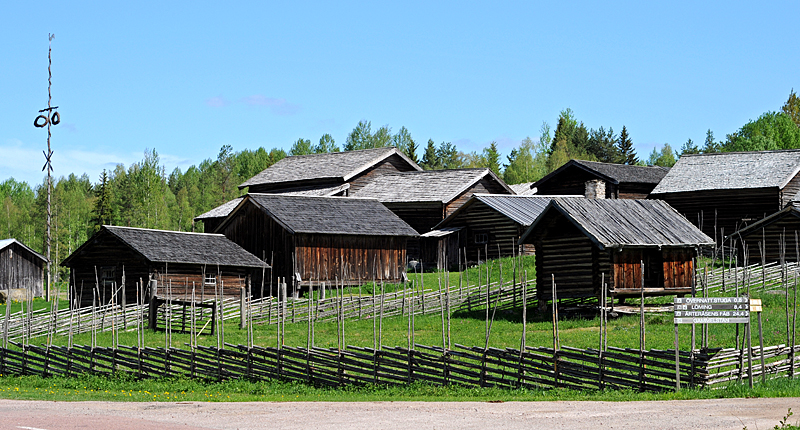
Norrboda gammelstad.

Norrboda gammelstad är en bysamfällighet i Norrboda, Rättviks kommun. Samfälligheten omfattar gårdarna Nissnissgården och Finngården. Ursprungligen bestod de av 39 timmerhus varav 27 bevarats belägna på var sin sida om en bygata. 
Byggnaderna står på sina ursprungliga platser utom två fähus som ersatts med ditflyttade. De äldsta byggnaderna är från början av 1600-talet och uppförda i slutna fyrkanter med smala öppningar mellan husen. Utanför byggnaderna ligger fägårdar och friliggande förrådshus som tillkom under 1800-talet.

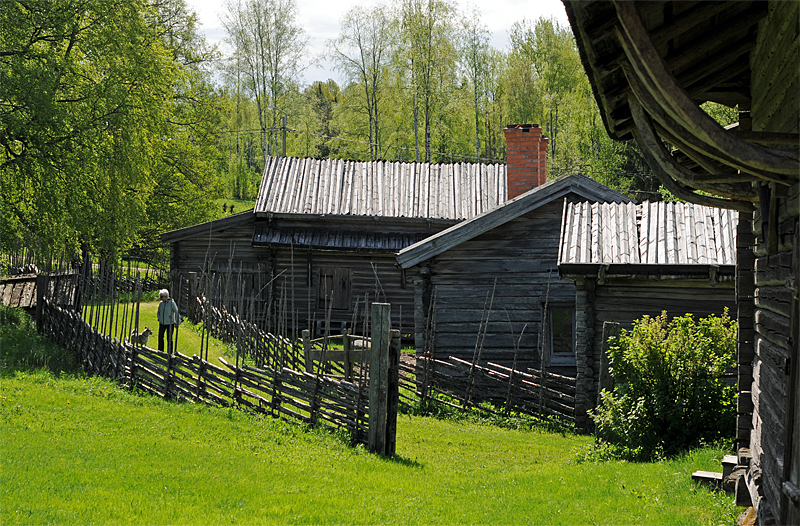
Finngårdens parstuga och matbod.
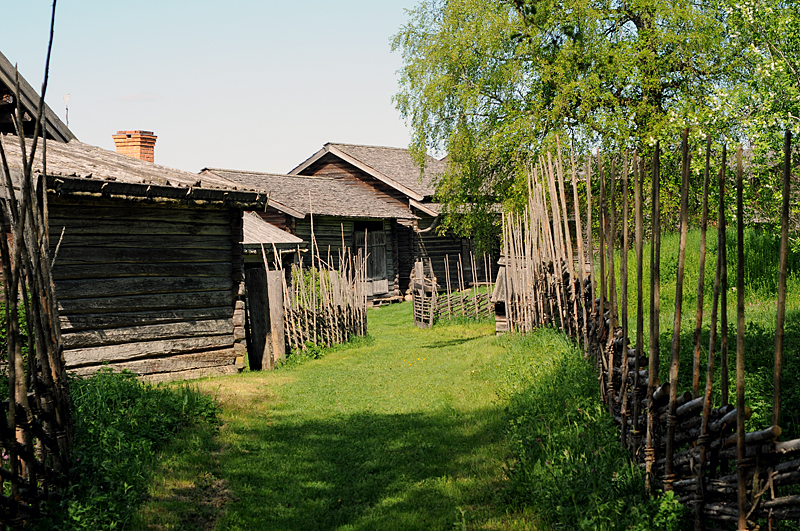
Bygata bakom Finngården.
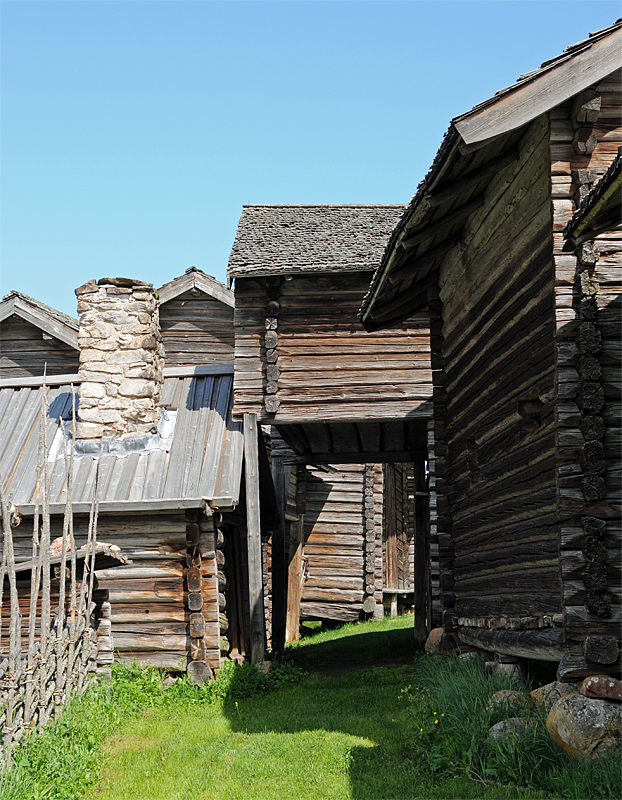
Ett av Nissnissgårdens portlider.
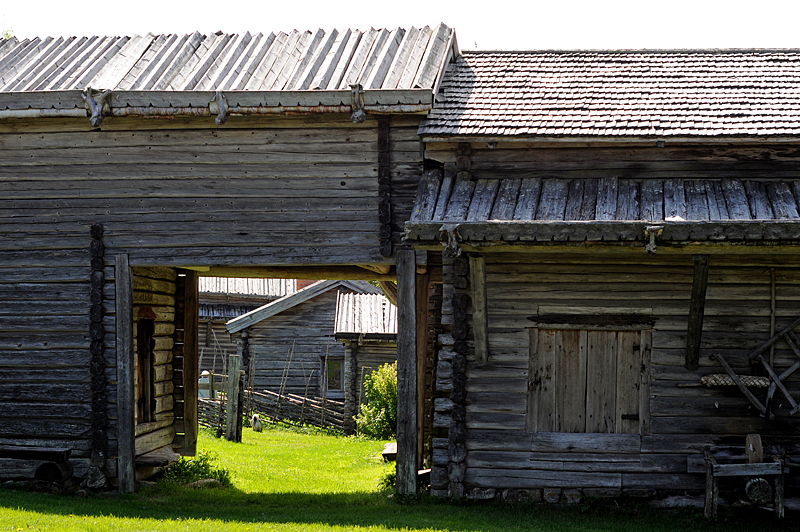
Nissnissgårdens portlider med matbod och ärtlada.